# Варданян, Ара Варданович
Ара Варданович Варданян  (арм. Արա Վարդանյան; род. 21 декабря 1974, Бамбакашат, Армянская ССР, СССР) — армянский и украинский тяжелоатлет, многократный чемпион Армении, чемпион Украины (2004), бронзовый призёр чемпионата Европы (1998), серебряный призёр чемпионата мира (1998), участник Олимпийских игр (1996). Мастер спорта Армении международного класса (1993).

## Биография
Ара Варданян родился  21 декабря 1974 года в селе Бамбакашат Октемберянского района Армянской ССР. Начал заниматься тяжёлой атлетикой в возрасте 5 лет под руководством отца Вардана Варданяна. В 1990 году поступил в Армянский государственный институт физической культуры и продолжил тренироваться в Ереване у Роберта Оганесяна. В 1993 году был чемпионом мира и Европы среди юниоров (до 20 лет). 
В 1995—1999 годах входил в состав национальной сборной Армении. В 1996 году участвовал в Олимпийских играх в Атланте, где занял 7-е место. Наиболее успешно выступал в 1998 году. На чемпионате Европы в Ризе завоевал бронзовую медаль, а на чемпионате мира в Лахти показал лучший результат в рывке и стал серебряным призёром в сумме двоеборья.
В 2000 году переехал в украинский город Ильичёвск, где присоединился к группе атлетов, тренировавшихся под руководством Юрия Кучинова. В 2003 году получил гражданство Украины и в дальнейшем представлял на международных соревнованиях эту страну. На чемпионатах Европы 2004 и 2005 годов выигрывал (соответственно золотую и бронзовую) малые медали в рывке, но из-за неудачного выступления в толчке не попадал в число призёров в сумме двоеборья.
В 2005 году завершил свою спортивную карьеру. В 2015—2017 годах был президентом Федерации тяжёлой атлетики Одесской области.

## Результаты
| За Армению |                                |                  |                   |          |        |          |         |                 |         |
| Год        | Соревнование                   | Место проведения | Весовая категория | Рывок    | Место  | Толчок   | Место   | Сумма двоеборья | Место   |
| 1993       | Чемпионат мира среди юниоров   | Хеб              | до 99 кг          | 170 кг   | Золото | 210 кг   | Серебро | 380 кг          | Золото  |
| 1993       | Чемпионат Европы среди юниоров | Валенсия         | до 99 кг          | 175 кг   | Золото | 212,5 кг | Золото  | 387,5 кг        | Золото  |
| 1994       | Чемпионат мира среди юниоров   | Джакарта         | до 99 кг          | 170 кг   | 4      | 210 кг   | Серебро | 380 кг          | Бронза  |
| 1994       | Чемпионат Европы среди юниоров | Рим              | до 108 кг         | 177,5 кг | Золото | 220 кг   | Золото  | 397,5 кг        | Золото  |
| 1995       | Чемпионат Европы               | Варшава          | до 108 кг         | 180 кг   | Бронза | 217,5 кг | 4       | 397,5 кг        | 4       |
| 1995       | Чемпионат мира                 | Гуанчжоу         | до 108 кг         | 175 кг   | 8      | 210 кг   | 12      | 385 кг          | 9       |
| 1996       | Олимпийские игры               | Атланта          | до 108 кг         | 180 кг   | 7      | 215 кг   | 9       | 395 кг          | 7       |
| 1998       | Чемпионат Европы               | Риза             | свыше 105 кг      | 190 кг   | 4      | 235 кг   | Бронза  | 425 кг          | Бронза  |
| 1998       | Чемпионат мира                 | Лахти            | свыше 105 кг      | 197,5 кг | Золото | 230 кг   | Бронза  | 427,5 кг        | Серебро |
| 1999       | Чемпионат мира                 | Афины            | свыше 105 кг      | 200 кг   | 4      | 230 кг   | —       | 430 кг          | —       |
|            |                                |                  |                   |          |        |          |         |                 |         |
| За Украину |                                |                  |                   |          |        |          |         |                 |         |
| Год        | Соревнование                   | Место проведения | Весовая категория | Рывок    | Место  | Толчок   | Место   | Сумма двоеборья | Место   |
| 2004       | Чемпионат Европы               | Киев             | свыше 105 кг      | 200 кг   | Золото | 232,5 кг | —       | 432,5 кг        | —       |
| 2005       | Чемпионат Европы               | София            | свыше 105 кг      | 200 кг   | Бронза | 235 кг   | 7       | 435 кг          | 5       |

## Семья
- Вардгес Варданян (род. 2002) — сын, украинский тяжелоатлет, чемпион Украины среди юниоров (2018).